# クリスティアン・エドゥアルド・ヒメネス
クリスティア・エドゥアルド・ヒメネス（Christian Eduardo Giménez、1974年11月13日 - ）は、アルゼンチン・ブエノスアイレス出身の元サッカー選手。現役時代のポジションはFW。

## 経歴
1997年、ボカ・ジュニアーズからスイスのFCルガーノへと移籍した。ルガーノでの4シーズンでリーグ戦55ゴールを挙げると、2001年の夏にFCバーゼルへと引き抜かれた。バーゼルでは同胞のフリオ・エルナン・ロッシ]と共に2トップを組んで3度のスーパーリーグ得点王を含む公式戦通算114得点を挙げ、2005年8月にオリンピック・マルセイユへと移籍した。加入後最初の公式戦となったACアジャクシオとのリーグ戦で初ゴールを挙げるも、その後は得点を積み重ねられず、レギュラーの座を失った。マルセイユを1シーズンで退団後はヘルタ・ベルリンに1シーズンのみ在籍し、2010年に帰国してCAチャカリタ・ジュニアーズで現役を引退した。

## タイトル

### クラブ
FCバーゼル
- スーパーリーグ : 3回 (2001-02, 2003-04, 2004-05)
- スイス・カップ : 2回 (2001-02, 2002-03)

### 個人
- ナツィォナール・リーガA得点王 : 2回 (2000-01, 2001-02)
- スーパーリーグ得点王 : 1回 (2004-05)